# Paula Zúñiga
Paula Zúñiga Yáñez (20 de julio de 1972) es una actriz de cine, teatro y televisión chilena.
Es además pedagoga teatral especializada en Metodología en acción física Grotowskiana, formadora de Metodología Alba Emoting y creadora de la Metodología Karpay. Con trece años, debutó en televisión en la telenovela chilena Marta a las ocho (1985). Debutó en cine el año 2011 en la película Quiero Entrar de Roberto Farías.

## Biografía
Licenciada en Artes con mención en Actuación Teatral de la Universidad de Chile, es docente y formadora en nivel máximo de la Metodología Alba Emoting desarrollada por Susana Bloch.
Profesora de Actuación frente a cámara para actores y actrices (Matus Actores) y para Directorxs de teatro (NAE) y cine (UDP) Tallerista en educación emocional, por más de 13 años a lo largo de todo Chile, para el Programa Acciona desarrollado por el Ministerio de las Culturas, las Artes y el Patrimonio.
Algunos premios que se ha adjudicado son: Mejor Intérprete Femenina Festival Nuevas Tendencias Universidad de Chile por El señor Galíndez, Mejor Actuación Femenina Festival del Instituto Chileno Norteamericano de Cultura por La torta de chocolate, Mejor Intérprete Femenina Festival Nuevas Tendencias Universidad de Chile por Caricias.
Es profesora de teatro, en la Pontificia Universidad Católica de Chile.
En 2007 fue nominada a los Premios Altazor por su participación en Neva, dentro de la categoría mejor actriz de Teatro. El 2010 ganó el premio a la mejor actriz por su participación en Diciembre.
Entre el 2007 y el 2012 viajó por más de 30 países con su compañía "Teatro en el Blanco" con las obras Neva y Diciembre.En el 2014 interpreta en la Muestra Nacional de Dramaturgia Hilda Peña, monólogo escrito por Isidora Stevenson y dirigido por Aliocha de la Sotta. En el 2015 obtiene el premio como "mejor actriz de teatro" entregado por el Círculo de Críticos del Arte. Hilda Peña se convierte Êxito desde su estreno hasta este enero en festival internacional de teatro santiago a mil con entradas agotadas antes de su inicio. Para el 2016 realiza Un minuto feliz en el Centro Gam con estreno previsto en mayo, sin abandonar las funciones de Hilda Peña.
A la fecha, en dos ocasiones ha ganado los Premios Caleuche: en el 2018, como Mejor actriz protagónica en series, por 12 días que estremecieron Chile. En el 2022, en la categoría Mejor actriz de soporte en cine, por Enigma.

## Filmografía

### Cine
| Año  | Tïtulo                   | Rol                  | Director(a)            |
| ---- | ------------------------ | -------------------- | ---------------------- |
| 2011 | Quiero Entrar            |                      | Roberto Farías         |
| 2014 | Raúl                     | Actriz               | Matias Venables        |
| 2015 | El Nombre                |                      | Cristóbal Valderrama   |
| 2016 | Camaleón                 | Paula                | Jorge Riquelme Serrano |
| 2016 | El primero de la familia | Sara                 | Carlos Leiva           |
| 2017 | Reinos                   | Madre de Sofía       | Pelayo Lira            |
| 2018 | Enigma                   | Marta                | Ignacio Juricic        |
| 2019 | El príncipe              | Pareja de "El Potro" | Sebastián Muñoz        |
| 2019 | Ema                      | Profesora Delia      | Pablo Larraín          |
| 2020 | Piola                    | Mamá Sol             | Luis Alejandro Pérez   |
| 2022 | Fiebre                   | Matu                 | Elisa Eliash           |
| 2022 | El retrato de ella       | Sofía                | Fernanda Altamirano    |
| 2022 | Vieja Viejo              | Hija                 | Ignacio Pavéz          |
| 2024 | Las cenizas              |                      | Stjepan Ostoic         |

### Televisión
| Año       | Título                                 | Rol                          | Canal       | Descripción                                    |
| --------- | -------------------------------------- | ---------------------------- | ----------- | ---------------------------------------------- |
| 1985      | Marta a las ocho                       | Úrsula                       | TVN         | Teleserie, 3 episodios                         |
| 1995      | Estúpido cupido                        | Rosita                       | TVN         | Teleserie, 5 episodios                         |
| 1995      | Venga conmigo                          | Bueli bueli                  | Canal 13    | Programa de televisión, participación especial |
| 1998      | Borrón y cuenta nueva                  | Magaly Lituma                | TVN         | Teleserie, 3 episodios                         |
| 2001      | Piel canela                            | Sandra Manfredi              | Canal 13    | Teleserie                                      |
| 2004      | Loco por ti                            | Leticia                      | TVN         | Serie de televisión, 1 episodio                |
| 2004      | Mea culpa                              | Elsa                         | TVN         | Serie de televisión, 2 episodios               |
| 2007–2008 | Cárcel de Mujeres                      | Patricia "La Negra" Calfunao | TVN         | T1–T2. Serie de televisión                     |
| 2011      | Los Archivos del Cardenal              | Rosa Mardones                | TVN         | T1. Serie de televisión, 1 episodio            |
| 2015      | Sitiados                               | Doña Josefa                  | TVN/FOX     | Miniserie, 8 episodios                         |
| 2018      | 12 días: Transantiago                  | Ingrid                       | Chilevisión | Miniserie, 1 episodio                          |
| 2018      | La Cacería: Las niñas de Alto Hospicio | Rosa Acevedo                 | Mega        | Miniserie, 8 episodios                         |
| 2019      | Tira                                   | Renata                       | La Red      | Miniserie, 5 episodios                         |
| 2020-2021 | Los Carcamales                         | Dependiente de farmacia      | Canal 13    | Miniserie                                      |

## Premios y nominaciones

### Premios Altazor
| Año  | Categoría                               | Producción        | Resultado |
| ---- | --------------------------------------- | ----------------- | --------- |
| 2009 | Mejor actriz en una serie de televisión | Cárcel de Mujeres | Nominada  |
| 2010 | Mejor actriz de teatro                  | Diciembre         | Ganadora  |

### Premios Pedro Sienna
| Año  | Categoría                | Producción | Resultado |
| ---- | ------------------------ | ---------- | --------- |
| 2017 | Mejor actriz protagónica | Camaleón   | Nominada  |
| 2023 | Mejor actriz protagónica | Así dicen  | Ganadora  |

### Premios Caleuche
| Año  | Categoría                          | Producción                      | Resultado |
| ---- | ---------------------------------- | ------------------------------- | --------- |
| 2018 | Mejor actriz protagónica en series | 12 días que estremecieron Chile | Ganadora  |
| 2022 | Mejor actriz de soporte en cine    | Enigma                          | Ganadora  |